# Vjacseszlav Mihajlovics Szviderszkij
Vjacseszlav Mihajlovics Szviderszkij (ukránul: В'ячеслав Михайлович Свідерський; Kijev, 1979. január 1. –) ukrán labdarúgó, középhátvéd.
2007–2012 között az FK Dnyipro játékosa. Korábban az Alanyija Vlagyikavkazban, aztán a Gyinamo Moszkvában, majd a Szaturn Ramenszkojenél játszott, aztán hazatért Oroszországból a Sahtar Doneckhez. Az orosz élvonalban 52 meccset játszott 3 csapatnál, az ukránban 10-et (a Sahtarnál nem lépett pályára), gólt nem szerzett.
10-szeres felnőttválogatott. Bekerült a 2006-os labdarúgó-világbajnokságon résztvevők közé is, 200 percet játszott. Személyes adatai: 52 passz, 3 sárga lap, 9 labdaszerzés, 13 elkövetett szabálytalanság, 2 elszenvedett szabálytalanság.

## Külső hivatkozások
- Profil a hivatalos FK Dnyipro weboldalon